# Gesetz von Demeter
Das Gesetz von Demeter (englisch Law of Demeter, kurz LoD) ist eine Entwurfsrichtlinie in der objektorientierten Softwareentwicklung. Sie besagt im Wesentlichen, dass Objekte nur mit Objekten in ihrer unmittelbaren Umgebung kommunizieren sollen. Dadurch soll die Kopplung (das heißt die Anzahl von Abhängigkeiten) in einem Softwaresystem verringert und somit die Wartbarkeit erhöht werden. Es wird deswegen manchmal auch als „Prinzip der Verschwiegenheit“ bezeichnet.

## Geschichte
Die Richtlinie wurde 1987 an der Northeastern University in Boston vorgeschlagen. Der Name geht auf das Demeter-Projekt zurück, in dem die Richtlinie erstmals erkannt wurde. Dieses Projekt wurde für eine nach dem griechischen Gott Zeus benannte Hardware-Beschreibungssprache entwickelt, weshalb der Name Demeter – in der griechischen Mythologie eine Schwester von Zeus – gewählt wurde. Später erst wurde die Idee beworben, dass Softwareentwicklung mehr mit dem Wachsen von Software (Demeter ist die Göttin der Landwirtschaft) und weniger mit dem Bauen von Software zu tun hat.
Das Gesetz wurde von Karl J. Lieberherr und Ian Holland 1989 im Paper Assuring Good Style for Object-Oriented Programs detailliert erläutert. Durch die formale Spezifikation ist die Verwendung als Softwaremetrik möglich. Es bietet sich somit ein Einsatz des LoD zur Früherkennung von Wartungsproblemen an.

## Beschreibung
Die Richtlinie kann umgangssprachlich zu der Aussage „Sprich nur zu deinen nächsten Freunden“ zusammengefasst werden. Man spricht in diesem Zusammenhang auch von schüchternem Code. „Schüchterner Code“ schickt so wenige Nachrichten wie möglich an andere Codeteile. Formal ausgedrückt soll eine Methode m einer Klasse K ausschließlich auf folgende Programm-Elemente zugreifen:
- Methoden von K selbst
- Methoden von Objekten, die als Parameter an m übergeben werden
- Methoden von Objekten, die in Instanzvariablen von K abgelegt sind
- Methoden von Objekten, die m erzeugt

## Beispiel
Das folgende Beispiel (in Java) verstößt gegen das Demeter-Gesetz, da die Klasse Fahrer indirekt über die Klasse Auto auf eine Methode der Klasse Motor zurückgreift:
```
class
 
Motor
 
{

    
public
 
void
 
anlassen
()
 
{

        
// den Motor starten.

    
}

}

class
 
Auto
 
{

    
private
 
Motor
 
motor
;

    
public
 
Auto
()
 
{

        
motor
 
=
 
new
 
Motor
();

    
}

    
public
 
Motor
 
getMotor
()
 
{

        
return
 
motor
;

    
}

}

class
 
Fahrer
 
{

    
public
 
void
 
fahren
()
 
{

        
Auto
 
zuFahrendesAuto
 
=
 
new
 
Auto
();

        
zuFahrendesAuto
.
getMotor
().
anlassen
();
 
//hier wird gegen das Gesetz verstoßen

    
}

}

```

Eine Lösung wäre hier, eine Wrapper-Methode in der Klasse Auto einzuführen, welche den Aufruf an die Klasse Motor delegiert:
```
class
 
Motor
 
{

    
public
 
void
 
anlassen
()
 
{

        
// den Motor starten.

    
}

}

class
 
Auto
 
{

    
private
 
Motor
 
motor
;

    
public
 
Auto
()
 
{

        
motor
 
=
 
new
 
Motor
();

    
}

    
public
 
void
 
fahrbereitmachen
()
 
{

        
motor
.
anlassen
();

    
}

}

class
 
Fahrer
 
{

    
public
 
void
 
fahren
()
 
{

        
Auto
 
zuFahrendesAuto
 
=
 
new
 
Auto
();

        
zuFahrendesAuto
.
fahrbereitmachen
();

    
}

}

```

Diese Lösung hat den Vorteil, dass nun die fahrbereitmachen-Methode beliebig modifiziert werden kann, ohne dass der Aufrufer Details darüber kennen muss. Ein Elektroauto ohne Anlasser könnte somit gleichermaßen bedient werden. Die Methode getMotor() wird dann für diesen Anwendungsfall gar nicht benötigt, ist also erst einmal nicht Teil des Interfaces für ein Auto.

## Vor- und Nachteile
Bei Anwendung des Gesetzes von Demeter sollte sich durch die geringere Abhängigkeit (Kopplung) der Objekte von der internen Struktur anderer Objekte eine bessere Wartbarkeit, Testbarkeit und Anpassbarkeit der Software (= wesentliche Qualitätskriterien für Software nach ISO/IEC 25000) ergeben.
Andererseits erfordert die Anwendung häufig Vermittler-Methoden (Wrapper), was den initialen Entwicklungsaufwand erhöhen kann, sofern keine automatisierten Werkzeuge zu ihrer Erzeugung eingesetzt werden. Außerdem können Wrapper die Performance geringfügig verschlechtern und den Speicherverbrauch leicht erhöhen.